# かに座アルファ星
かに座α星（かにざアルファせい、α Cnc / α Cancri）は、かに座にある恒星系である。

## 特徴
かに座α星はかに座の中では4番目に明るく、4.20等級で、良い条件の下では裸眼での観測が可能である。光度は太陽の23倍以上である。
黄道面の近くにあるため、月や、稀に惑星による掩蔽が起こることがある。

## 恒星系
主星かに座α星Aは白色のA型主系列星で、+4.26等級である。伴星かに座α星Bは11等級である。1836年に位置角は325度、主星のα星Aからの離角は11.3秒と測定された。
掩蔽の際の光度曲線の観測により、主星かに座α星A自体が、同じくらいの明るさで0.1秒離れた近接連星であると考えられるようになった。

## 名称
固有名のアクベンス (Acubens) は、アラビア語で「爪」を意味する言葉の   الزبانى al zubanāh に由来する。2016年7月20日、国際天文学連合の恒星の命名に関するワーキンググループ (Working Group on Star Names, WGSN) は、かに座α星Aの固有名として Acubens を正式に承認した。